# Ausländerkriminalität
Die Ausländerkriminalität ist ein kriminologischer Begriff, der sich auf Straftaten bezieht, die von Ausländern begangen werden. In Deutschland widmete das Bundeskriminalamt bereits im Jahre 1988 seine Herbsttagung dem Thema Ausländerkriminalität in der Bundesrepublik Deutschland; insofern handelt es sich um einen polizeilichen Terminus. Mehrere Redner wiesen damals darauf hin, dass die Beziehung zwischen Kriminalität und Staatsangehörigkeit lediglich eine Scheinkorrelation darstelle. Der Begriff wird jedoch auch als politisches Schlagwort mit fremdenfeindlicher Tendenz verwendet, mit dem eine besondere Strafanfälligkeit von Ausländern suggeriert werden soll. Die Verwendung in kriminologischen Statistiken wird von Wissenschaftlern als Abzielen auf „eine erwartete Andersartigkeit“ kritisiert, die mit Vorsicht zu interpretieren bzw. in Richtung sozialer Vergleichskategorien zu überarbeiten sei.
Der Anteil der ausländischen Wohnbevölkerung in Deutschland wird für 2023 mit 15 % angegeben. In der vom deutschen Bundeskriminalamt erstellten Polizeilichen Kriminalstatistik (PKS) für 2023 werden insgesamt 34,4 % nichtdeutsche Tatverdächtige ausgewiesen (ohne Verstöße gegen das Ausländerrecht). Diese Gegenüberstellung erlaubt keine direkte Aussage über eine tatsächliche Kriminalitätsbelastung, da in der PKS unter ‚nichtdeutsch‘ auch Personen mitgezählt werden, die nicht dauerhaft in Deutschland leben, und weil es sich dabei um Tatverdächtige und nicht zwangsläufig um rechtskräftig Verurteilte handelt.
Direkt lassen sich der Anteil in Deutschland ansässiger Menschen nichtdeutscher Herkunft und die Gruppe der nichtdeutschen Straftäter allerdings aus mehreren Gründen nicht in Beziehung setzen. Beispielsweise bezieht sich der in der PKS angegebene Ausländeranteil auch auf Verdächtige, die nicht in Deutschland ansässig sind, wie Touristen oder Geschäftsreisende.

## Grundlagen
Der Begriff ‚Ausländerkriminalität‘ wird in der Kriminologie kritisch gesehen, da er alle Personen ohne deutschen Pass in eine Kategorie fasst und allein dadurch ein verzerrtes Bild entstehen kann. Er wird auf Straftaten angewandt, an denen Personen beteiligt sind, die nicht die Staatsangehörigkeit des Tatort-Staates haben.
Ausländerkriminalität bezeichnet Straftaten, nicht aber Ordnungswidrigkeiten (also etwa eine Geschwindigkeitsüberschreitung eines Italieners in Österreich), die von Personen begangen werden, die nicht die Staatsangehörigkeit des Staates besitzen, in dem die Tat verübt wurde.
Wird der Begriff als politisches Schlagwort verwendet, so werden bisweilen undifferenziert auch Straftaten von eingebürgerten Migranten der Ausländerkriminalität zugerechnet, es erfolgt also implizit eine Verwendung des Migrationskonzepts statt des Ausländerkonzepts. Dies entspricht der weit verbreiteten umgangssprachlichen Verwendung des Wortes Ausländer als Synonym für Migrant. Eine solche Begriffsverwendung entspricht weder dem offiziellen Sprachgebrauch noch dem Modus Operandi in der deutschen polizeilichen Kriminalstatistik. Allerdings erfolgen in manchen Ländern durchaus auch statistische Erhebungen zu migrantischer Kriminalität.
Für die aktuellen strafrechtlichen Entwicklungen durch grenzüberschreitende organisierte Kriminalität ist die Frage der Täter- und Mittäterschaft von Ausländern wenig relevant. Basis dieser Deliktklasse ist die UN-Resolution Übereinkommen der Vereinten Nationen gegen die grenzüberschreitende organisierte Kriminalität A/RES/55/25 vom 15. November 2000, von der EU mit Beschluss 2004/579/EG des Rates vom 29. April 2004 abgeschlossen, von der Schweiz ratifiziert 27. Oktober 2006.
Eine Vergleichsstudie des „Berliner Forum Gewaltprävention“ geht bei der Suche nach Ursachen für Ausländerkriminalität von einer Wechselwirkung verschiedener Faktoren aus:

„Es gibt heute keinen ernstzunehmenden Zweifel mehr, dass die Merkmale ‚Staatsangehörigkeit‘ oder ‚Ethnie‘ für die Erklärung von Kriminalität bedeutungslos sind. Dies gilt natürlich auch für den Begriff des ‚Ausländers‘, der ‚sich aus der Differenz zwischen der Staatsangehörigkeit eines Individuums und seinem momentanen geographischen Standort ergibt. Für die Annahme, dass dies eine Ursache für Kriminalität sein sollte, existiert kein einziger triftiger Grund.‘“

Weiter heißt es:

„Ein Vergleich verschiedener europäischer Staaten zeigt, daß jeweils andere Minderheiten durch eine besondere Auffälligkeit im Bereich der Jugenddelinquenz gekennzeichnet sind. In Deutschland und der Schweiz fallen Jugendliche aus der Türkei und dem ehemaligen Jugoslawien durch eine besonders hohe Gewaltbelastung auf. In den Niederlanden sind marokkanische Jugendliche seit längerem weit überdurchschnittlich vertreten, während türkische Jugendliche mit einer vergleichbaren Migrationsgeschichte und sozialen Lebenssituation nicht auffällig sind. In England und Wales gibt es bemerkenswerte Differenzen zwischen der hohen Auffälligkeit von Jugendlichen, die aus dem karibischen Raum stammen, und der außerordentlich geringen Auffälligkeit von Jugendlichen aus Pakistan, Indien und Bangladesh, die etwa zur gleichen Zeit eingewandert sind und von denen sich viele in einer schwierigeren sozialen Lage befinden. [Es scheint], als müßten wir zum Verständnis der Kriminalitätsproblematik bei immigrierten Minderheiten von einer komplexen Wechselwirkung zwischen gesellschaftlichen Dynamiken im Herkunftsland, spezifischen Mustern der Migration selbst und den neu entstehenden Lebensumständen im Gastland ausgehen.“

Der Deutsche Presserat bestimmt in Ziffer 12.1 („Berichterstattung über Straftaten“) seines „Pressekodex“:

„In der Berichterstattung über Straftaten wird die Zugehörigkeit der Verdächtigen oder Täter zu religiösen, ethnischen oder anderen Minderheiten nur dann erwähnt, wenn für das Verständnis des berichteten Vorgangs ein begründbarer Sachbezug besteht. Besonders ist zu beachten, dass die Erwähnung Vorurteile gegenüber Minderheiten schüren könnte.“

## Deutschland
In Deutschland ist die Ausländerkriminalität ein kriminologischer Begriff, der sich auf Straftaten bezieht, die von Nichtdeutschen im Sinne von Art. 116 GG begangen werden.

### Methodische Probleme
Aus dem relativ hohen Anteil von Ausländern unter den Tatverdächtigen, den Verurteilten und den Strafgefangenen (s. u.) ziehen viele Personen die Schlussfolgerung, dass Ausländer generell eine stärkere Neigung als Deutsche dazu hätten, Straftaten zu begehen. Bei der Auswertung der Statistiken sind allerdings einige methodische Probleme zu beachten:

#### Fragestellung: Vergleich der in Deutschland Wohnenden
Wenn man die deutsche mit der ausländischen Wohnbevölkerung in Deutschland vergleichen will, dann müssen Straftaten aus der Statistik herausgefiltert werden, die von ausländischen Touristen (33.184 von 462.378 nicht-deutschen Tatverdächtigen waren 2009 Touristen), Durchreisenden oder sich aus anderen Gründen nur vorübergehend in Deutschland aufhaltenden Menschen verübt werden. Insbesondere die Verbrechen von Angehörigen der organisierten Kriminalität fallen in diese Kategorie, die zwischen einem Viertel und einem Drittel der von Ausländern begangenen Straftaten ausmacht. 12,6 Prozent der ausländischen Tatverdächtigen gehörten 2006 zu der von keiner Statistik erfassten Gruppe der Ausländer, die sich illegal in Deutschland aufhielten. Aus der Statistik herauszufiltern sind auch Fälle, in denen Menschen in Deutschland Opfer von Straftaten werden, die vom Ausland aus begangen werden (z. B. in Form von Internetkriminalität, die durch ausländische Server ermöglicht wird).
Ebenfalls zu beachten ist, dass in den Statistiken jener als Ausländer gilt, wer ausschließlich eine nicht-deutsche Staatsangehörigkeit hat. Hingegen spielt der Wohnort für die statistische Erfassung keine Rolle. Es ist also methodisch falsch, die Anzahl tatverdächtiger Ausländer mit der Zahl der ausländischen Wohnbevölkerung Deutschlands ins Verhältnis zu setzten.
Für das Jahr 2024 veröffentlichte das Landeskriminalamt Brandenburg eine Statistik, in der Zahlen zur Ausländerkriminalität ohne Rücksicht auf den Wohnort der Tatverdächtigen verwendet wurden. Auf mediale Rückfrage hin wurde dies korrigiert, wodurch sich die Zahl der ausländischen Verdächtigen mehr als halbierte.

#### Ausländerspezifische Straftaten
Herauszufiltern sind ferner Straftaten, die von Deutschen (mangels Vorteilen eines Verstoßes gegen Gesetze) nur selten begangen werden. So ist bei Statistiken zu prüfen, ob sie Straftaten gegen das Aufenthaltsgesetz, das Asylgesetz und das Freizügigkeitsgesetz/EU berücksichtigen. Solche Straftaten werden fast ausschließlich durch Ausländer begangen. Bei 17,5 % (2005: 16,6 %) aller nichtdeutschen Tatverdächtigen wurde 2006 wegen Verstoßes gegen das Aufenthalts-, das Asylverfahrens- und das Freizügigkeitsgesetz/EU ermittelt. Der hohe Anteil von Ausländern am Delikt Urkundenfälschung (40 Prozent) steht oft im Zusammenhang mit dem Wunsch, sich eine Grundlage für einen Aufenthalt in Deutschland zu verschaffen (diese Grundlage besitzen Deutsche durch ihren Inländerstatus von vornherein).

#### Straffälligkeit, Auffälligwerden und Anzeigebereitschaft
Zu berücksichtigen ist ferner, dass nicht jede Straftat angezeigt wird und sich nicht jeder Verdacht bestätigt. Ausländer geraten auf Grund von Vorurteilen bei Verbrechen oft schnell unter Tatverdacht (Tatverdachteffekt) und werden bei Straftaten, vor allem an einem deutschstämmigen Opfer, eher angezeigt als Deutsche (Anzeigeeffekt). Darauf weist eine Studie der Soziologen Jürgen Mansel und Günter Albrecht hin.
Wenn sich das Anzeigeverhalten der Bevölkerung oder die Verfolgungsintensität der Polizei verändert, so kann sich die Grenze zwischen Hellfeld und Dunkelfeld verschieben, ohne dass eine Änderung des Umfangs der tatsächlichen Kriminalität damit verbunden sein muss.

#### Sozialer Status
Das Bundeskriminalamt schreibt:

„Die tatsächliche Belastung von hier lebenden Nichtdeutschen im Vergleich zu den Deutschen ist aus mehreren Gründen nicht bestimmbar. Das doppelte Dunkelfeld in der Bevölkerungs- und in der Kriminalstatistik, der hohe Anteil ausländerspezifischer Delikte und die Unterschiede in der Alters-, Geschlechts- und Sozialstruktur stehen einem wertenden Vergleich entgegen […]. Außerdem ist zu beachten, dass in der PKS auch nicht das Ergebnis des Strafverfahrens berücksichtigt werden kann. Grundsätzlich ist zu sagen, dass von der deutschen wie von der nichtdeutschen Wohnbevölkerung nur eine Minderheit bei der Polizei als tatverdächtig in Erscheinung tritt und dies meist wegen Delikten mit geringem Schweregrad […]“

Die soziale Lage könnte folglich als verzerrender Faktor eine Rolle spielen. So kommt der Soziologe Rainer Geißler zum Ergebnis, dass bei einem Vergleich der Kriminalitätsrate von in Deutschland wohnhaften Ausländern und Inländern innerhalb derselben Schicht erstere sogar insgesamt weniger kriminell seien.
Für manche Gruppen ohne deutschen Pass wird in der PKS eine höhere Tatverdächtigenquote registriert. Dies ist jedoch nicht gleichbedeutend mit einer höheren Kriminalitätsrate. Neben sozioökonomischen Faktoren spielen Dunkelfeld- und Anzeigeeffekte, aber auch unterschiedliche polizeiliche Kontrolldichten eine Rolle.
Darunter zählen zum Beispiel Armut, geringe Bildung, kriminelle Freundeskreise, gewaltlegitimierende Männlichkeitsnormen oder Gewalterfahrungen im Elternhaus. Im Allgemeinen werden vor allem Geschlecht (Männer anfälliger), Alter (junge Personen anfälliger), Region (Großstadtbewohner anfälliger) sowie Qualifikation (Ungelernte anfälliger) zu diesen Merkmalen gezählt. Der Vergleich zwischen Ausländern und Deutschen blende solche ausschlaggebenden und vor allem ungleich verteilten sozialen Merkmale aus. Diese ungleiche Sozialstruktur wiederum habe komplexe gesellschaftliche Ursachen.

### Statistiken
Im statistischen Vergleich fällt der Anteil nichtdeutscher Tatverdächtiger zunächst hoch aus. Allerdings wird so nur ein Teil der Realität abgebildet: Die PKS enthält ausschließlich polizeilich registrierte Verdächtige und vermischt unterschiedliche Gruppen Nichtdeutscher (zum Beispiel Touristen, Studierende, Geflüchtete). Deshalb lassen sich hieraus keine einfachen Schlüsse über die Gesamtheit aller in Deutschland lebenden Ausländer ziehen. Bei der Einschätzung müssen somit einige methodische Probleme berücksichtigt werden (siehe oben).

#### Stand 2023
Nach der PKS 2023 betrug die polizeilich erfasste Anzahl deutscher Tatverdächtiger 1.323.498 Personen und nichtdeutscher Tatverdächtiger 923.269 Personen.
Im Jahr 2023 führte die PKS rund 41,1 % der Tatverdächtigen als nichtdeutsch, wobei Personen mit nur vorübergehendem Aufenthalt (z. B. Touristen) oder Wohnsitz im Ausland (z. B. kriminelle Banden, die nur zum Zwecke der Kriminalitätsbegehung nach Deutschland einreisen) mit erfasst sind. Werden die Verstöße gegen das Ausländerrecht herausgerechnet, liegt der Anteil bei 34 %. Werden tatverdächtige Nicht-Deutsche, die nicht in Deutschland leben, herausgerechnet, liegt der Anteil bei 31 %. Diese Angaben ermöglichen keine Aussage darüber, wie häufig Menschen ohne deutschen Pass tatsächlich Straftaten begehen, da das Hellfeld nicht alle Taten erfasst und die PKS ausschließlich Tatverdächtige, nicht aber Verurteilte, berücksichtigt.

#### Statistiken von 2017 und 2019
Im April 2019 wurde die Statistik „Kriminalität im Kontext der Zuwanderung“ des Bundeskriminalamtes (BKA) für das Jahr 2018 veröffentlicht, die unter anderem den Einfluss der Zuwanderung auf Straftaten (erfasst wurden die Kriminalitätsfelder Straftaten gegen das Leben (Mord und Tötungsdelikte), die sexuelle Selbstbestimmung, die persönliche Freiheit und Rohheitsdelikte (vor allem Körperverletzung und Raub)) darstellt. Es zeigt sich, dass es in diesem Jahr 101.956 Opfer von Straftaten gab, bei denen mindestens ein Zuwanderer tatverdächtig war. Umgekehrt gab es unter Zuwanderern (Geflüchteten, Asylbewerbern, Geduldeten, Personen mit Niederlassungserlaubnis) lediglich 8.455 Opfer einer Straftat durch einen deutschen Tatverdächtigen.
| Deliktgruppe                                                          | Anzahl strafmündige Tatverdächtige | davon Ausländer | Anteil an Tatverdächtigen insgesamt |
| --------------------------------------------------------------------- | ---------------------------------- | --------------- | ----------------------------------- |
| Mord und Totschlag                                                    | 2.707                              | 1.145           | 42 %                                |
| Gefährliche und schwere Körperverletzung                              | 145.658                            | 54.993          | 38 %                                |
| Vergewaltigung und sexuelle Nötigung                                  | 9.414                              | 3.483           | 37 %                                |
| Diebstahl unter erschwerenden Umständen                               | 89.458                             | 38.416          | 43 %                                |
| Raub, räuberische Erpressung und räuberischer Angriff auf Kraftfahrer | 26.948                             | 10.860          | 40 %                                |
| Straftaten gegen die Umwelt                                           | 8.112                              | 2.205           | 27 %                                |

##### Rechtskräftig verurteilte Straftäter
Der Anteil der Ausländer an den rechtskräftig verurteilten Straftätern betrug 2016 insgesamt 31 %. 2020 betrug der Anteil der Ausländer an den rechtskräftig verurteilten Straftätern in Westdeutschland 38,1 % und in Ostdeutschland 20,9 %, in Gesamtdeutschland 35,4 %, während der Ausländeranteil an der Gesamtbevölkerung 10,9 % entspricht. Auch unter den Strafgefangenen sind Ausländer deutlich überrepräsentiert: Der Anteil der Gefangenen ausländischer Staatsangehörigkeit an der Gesamtbelegung der Justizvollzugsanstalten des Landes Nordrhein-Westfalen beträgt rund 28 Prozent (Stand 2017). Mehr als 42 Prozent der Häftlinge in Bayerns Gefängnissen sind keine deutschen Staatsbürger; Flüchtlinge spielen in Bayerns Gefängnissen keine Rolle (Stand 2016). Allerdings ist ein direkter Vergleich der Ausländeranteile zwischen Verurteilten und der Gesamtbevölkerung nur eingeschränkt möglich, da zur Bevölkerung nur die einwohnerrechtlich registrierten Personen gezählt werden. Ausländer werden aber zum einen auch dann in der Strafverfolgungsstatistik erfasst, wenn sie sich illegal in Deutschland aufhalten, extra für Diebstähle oder Einbrüche eingereist sind oder die Straftat als Touristen – etwa ein Verkehrsdelikt – begangen haben. Zum anderen werden Ausländer nicht mehr in der Strafverfolgungsstatistik als solche erfasst, wenn sie durch Einbürgerung die Deutsche Staatsbürgerschaft erworben haben (würden zum Beispiel 100 Prozent der in Deutschland registrierten Ausländer die Deutsche Staatsbürgerschaft erhalten, würde deren Ausländeranteil bei Straftaten auf 0 Prozent sinken).

#### 2015
Spezifisch zu dieser Thematik im Hinblick auf die Flüchtlingskrise, siehe auch: Artikel „Flüchtlingskrise in Deutschland ab 2015“, Abschnitt „Kriminalität im Kontext von Zuwanderung“. 2015 gab es insgesamt 2.011.898 Tatverdächtige. Davon waren 27,6 % Nichtdeutsche und 5,7 % Zuwanderer. Von den 3.163.311 aufgeklärte Straftaten waren 6,5 % von Zuwanderern verübt worden. Das Bundeskriminalamt (BKA) versteht unter Zuwanderer in der PKS Asylbewerber im laufenden Verfahren, abgelehnte Asylbewerber mit Duldung, Kontingent-/Bürgerkriegsflüchtlinge und Menschen ohne Aufenthaltserlaubnis. Dagegen sind Gastarbeiter, anerkannte Asylbewerber oder Arbeitsmigranten aus der EU in der PKS ausdrücklich nicht gemeint.

#### 2016
2016 gab es insgesamt 2.360.806 Straftaten, davon 2.022.414 Straftaten ohne ausländerrechtliche Verstöße (d. h. Straftaten gegen AufenthG, AsylVfG und FreizügigkeitsG/EU).

##### Tatverdächtige
Insgesamt wurden in der polizeilichen Kriminalstatistik 2.360.806 Tatverdächtige erfasst, von denen 953.744 (40,4 %) als „nichtdeutsche Tatverdächtige“ erfasst wurden. Wenn nur Straftaten ohne ausländerrechtliche Verstöße betrachtet werden, reduziert sich die Zahl der Tatverdächtigen auf 2.022.414 (2016) bei absolut 626.230 (30,5 %) nichtdeutschen Tatverdächtigen. In der polizeilichen Kriminalstatistik wurden die Daten auch nach dem Anlass des Aufenthaltes der nichtdeutschen Tatverdächtigen aufgeschlüsselt: Die größten Kategorien von Verdächtigen bei Straftaten ohne ausländerrechtliche Verstöße sind hierbei Asylbewerber (22,3 % der Strafverdächtigten), Arbeitnehmer (11,3 %) und Touristen/Durchreisende (4,8 %).
Nach anderen Arten der Aufschlüsselung durch das Bundeskriminalamt waren von den 616.230 nichtdeutschen Tatverdächtigen (30,5 % der insgesamt 2.022.414 Tatverdächtigen, ohne ausländerrechtliche Verstöße) im Jahr 2016 174.438 unter der Kategorie Zuwanderer erfasst. Tatverdächtige Zuwanderer im Sinne dieser Definition werden in der polizeilichen Kriminalstatistik mit Aufenthaltsstatus „Asylbewerber“, „Duldung“, „Kontingentflüchtling/Bürgerkriegsflüchtling“ und „unerlaubter Aufenthalt“ registriert. Dies entspricht 8,6 % aller Tatverdächtigen bzw. 28,3 % aller nichtdeutschen Tatverdächtigen.

##### Aufgeklärte Straftaten
Von den 3.175.324 aufgeklärten Straftaten wurden 9,2 % von Zuwanderern verübt.

#### Trends
Vertreter rechtspopulistischer Kreise warnen vielfach vor einer zunehmenden Bedrohung durch Kriminalität insgesamt und führen diese vermeintliche Zunahme auf in besonderer Weise kriminalitätsanfällige Ausländer zurück.
Die Medien griffen diese Sicht auf und berichteten verstärkt über Kriminalität, wenn es sich um Täter mit ausländerspezifischen Attributen handelte. Die in Deutschland übliche Grundlage zur Beurteilung von Veränderungen im Bereich der Kriminalität ist die Polizeiliche Kriminalstatistik (PKS). Sie dokumentiert jedoch keinen zunehmenden, sondern eine über Jahrzehnte abnehmenden Trend.
Bundesinnenminister Horst Seehofer zeigte sich im April 2019 bei der Vorstellung der PKS 2018 zufrieden und betonte, dass Deutschland eines der sichersten Länder der Welt sei.
- Diagrammdaten:
- Definition |
- Rohdaten |
- Hilfe

Wie auch schon oben dargestellt, existiert keine Statistik Ausländerkriminalität. Eine solche Statistik wäre auch aus verschiedenen Gründen fragwürdig. Die PKS liefert jedoch in diesem Zusammenhang interessante Trends. Im Diagramm zeigt die obere Kurve die Entwicklung der Straftaten insgesamt inklusive und die untere Kurve ohne ausländerspezifische Straftaten. Es werden hierbei nicht die absolute Anzahl der Fälle beziehungsweise Anzeigen angegeben, sondern die Häufigkeitszahlen. Das sind die Anzahl Fälle pro 100.000 Einwohner, um Schwankungen der Bevölkerungszahl über den Zeitraum herauszurechnen.
Seit dem Jahr 2005 werden in der PKS zusätzlich ausländerspezifische Straftaten ausgewiesen. Solche Fälle werden dort als Verstöße gegen das Aufenthalts-, das Asylverfahrens- und das Freizügigkeitsgesetz/EU benannt. In den Jahren mit der größten Summe der ausländerspezifischen Straftaten, 2015 und 2016, kamen die meisten Fälle dieser Fall-Gruppierung aus den beiden Unterkategorien Unerlaubte Einreise und Unerlaubter Aufenthalt, nämlich zusammen 96 beziehungsweise 97 %.
Ohne Abzug der ausländerspezifischen Straftaten sanken von 2005 bis 2024 die Straftaten insgesamt von 7.748 pro 100.000 Einwohner auf 6.894. Das ist ein Rückgang um 11 %. Werden die ausländerspezifischen Straftaten ausgeblendet, sanken die Zahlen von 7.622 auf 6.555, was einem Rückgang um 14 % entspricht. Ohne Abzug ausländerspezifischer Straftaten kann der Betrachtungszeitraum verlängert werden. Im Jahr 1993 gab es mit 8.337 Fällen pro 100.000 Einwohnern einen Höhepunkt der Anzeigen. Bis 2024 sanken sie somit um 17 %. Bei Diebstahl sank die Häufigkeit im selben Zeitraum auf ein Drittel, bei Gewaltkriminalität ging sie seit 2007 um 25 % zurück. Von einer generellen Zunahme der Straftaten kann also nicht die Rede sein.
Für Kriminologen ist ein allgemeiner Rückgang der Kriminalität keine Überraschung. Seit Anfang der 2000er Jahre ist in Fachkreisen bekannt, dass es in Europa zumindest seit dem späten Mittelalter einen mehr oder weniger gleichmäßigen Rückgang der Häufigkeit von Morden gibt. Es folgte die Erkenntnis, dass die Entwicklung anderer Kriminalitätsbereiche, besonders Gewaltkriminalität, häufig parallel zur Entwicklung bei Morden verläuft. Autoren wissenschaftlicher Studien und populärwissenschaftlicher Schriften wundern sich, warum diese prinzipiell erfreuliche Entwicklung in der Öffentlichkeit unbekannt geblieben ist.
In den Jahren 2022 und 2023 stieg die Häufigkeit von Straftaten stärker an, als der coronabedingte Rückgang 2020 und 2021 ausfiel. Der Anteil nichtdeutscher Tatverdächtiger stieg von 34,6 % im Jahr 2019 (vor der Pandemie) auf 41,1 % 2023. Beide Umstände verursachten heftige Reaktionen in den Medien.

#### Gefängnisse
Laut der Rheinischen Post ist der Anteil der ausländischen oder staatenlosen Strafgefangenen in den Jahren 2012–2019 angestiegen. Besonders stark von dieser Entwicklung ist Nordrhein-Westfalen betroffen. In der Liste ist jedoch kein einziges ostdeutsches Bundesland aufgelistet; der Ausländeranteil liegt in allen ostdeutschen Ländern deutlich unter dem Bundesdurchschnitt.
| Bundesland \ Jahr   | 2012 | - | 2016 | - | 2019   |
| ------------------- | ---- | - | ---- | - | ------ |
| Baden-Württemberg   |      | - | 44 % | - | 48 %   |
| Bayern              | 31 % | - |      | - | 45 %   |
| Berlin              |      | - | 43 % | - | 51 %   |
| Bremen              |      | - | 35 % | - | 41 %   |
| Hamburg             |      | - | 55 % | - | 61 %   |
| Hessen              |      | - | 44 % | - | 44,6 % |
| Niedersachsen       |      | - | 29 % | - | 33 %   |
| Nordrhein-Westfalen |      | - | 13 % | - | 36 %   |
| Rheinland-Pfalz     |      | - | 26 % | - | 30 %   |
| Saarland            |      | - | 24 % | - | 27 %   |
| Schleswig-Holstein  |      | - | 28 % | - | 34 %   |

### Mediale Rezeption
Eine Studie der Hochschule Macromedia und Universität Leipzig über die Pressemitteilungen der AfD stellt fest, dass ausländische Verdächtige in den Medien überrepräsentiert sind. So werde das mediale Bild stark verzerrt.
Es gibt Diskussionen darüber, ob auf die Nennung der Nationalität bei Menschen, die verdächtigt werden, eine Straftat begangen zu haben, in Medienberichten häufiger verzichtet werden soll.

## Norwegen
In Norwegen sind Immigranten allgemein überrepräsentiert im Vergleich zur übrigen Bevölkerung. Es gibt große Unterschiede zwischen den verschiedenen Herkunftsländern. Immigranten aus Kosovo, Somalia, Irak und Iran haben eine vielfach höhere Rate von verurteilten Straftätern, während andere Gruppen wie Indien, China und die Philippinen unterrepräsentiert sind. Einwohner, bei denen beide Eltern einen Migrationshintergrund haben, sind stärker vertreten.
Die große Mehrheit der Täter und Inhaftierten in Norwegen sind Menschen ohne Migrationshintergrund.

## Schweiz

### Statistiken
Von der Wohnbevölkerung in der Schweiz waren 2009 22,0 %, d. h. 1.714.000 Personen ausländische Staatsbürger. Die Schweiz hat nach Luxemburg und Liechtenstein den drittgrößten Ausländeranteil in Europa (der Anteil liegt innerhalb der EU durchschnittlich unter 10 %).
Das Bundesamt für Statistik publizierte basierend auf der polizeilichen Kriminalstatistik 2009 im September 2010 erstmals eine Liste der Kriminalitätsrate nach Nationalität. Die Kriminalitätsrate von Schweizer Bürgern wurde dabei auf 1 normiert und die relative Kriminalitätsrate der einzelnen Nationalitäten im Vergleich dazu angegeben. Erfasst werden Männer im Alter zwischen 18 und 34 Jahren (die universell am höchsten delinquente Bevölkerungsgruppe; damit werden Verzerrungen durch unterschiedliche demographische Zusammensetzungen der Angehörigen der einzelnen Nationalitäten vermieden), gegen die 2009 eine Beschuldigung wegen einer Verletzung des Strafgesetzes erhoben wurde.
Spitzenreiter sind Angolaner mit einer Rate von 6,3, gefolgt von Nigeria (6,2) und Algerien (6,0). Der Durchschnitt aller ausländischen Nationalitäten liegt bei 1,6.
Die höchste Rate eines Europäischen Landes liegt bei 3,1 (das ehemalige Serbien-Montenegro). Der höchste Wert eines EU-Landes liegt bei 1,6 (Portugal).
Eine tiefere Rate als die Schweiz (definitionsgemäß 1,0) haben aus den 26 erfassten Nationalitäten nur Österreich (0,8), Frankreich (0,7) und Deutschland (0,6).
Der Anteil der zum Stichtag im Jahr 2012 inhaftierten Ausländer in der Schweiz betrug 73,8 % von insgesamt 6.599 Inhaftierten. Allerdings beinhaltet diese Zahl auch Ausländer in Untersuchungs- oder in Ausschaffungshaft. Dagegen ist der Anteil der Ausländer an den strafrechtlich Verurteilten regelmäßig wesentlich geringer (1998: 46,3 %). Mit dem Anteil der Ausländer an der Schweizer Wohnbevölkerung darf diese Prozentzahl jedoch nicht verglichen werden, denn über die Hälfte dieser verurteilten Nichtschweizer (26,7 % der Verurteilten im Jahr 1998) hat keinen Wohnsitz in der Schweiz und ist somit in der Bezugsgröße der Schweizer Wohnbevölkerung gar nicht enthalten. Nimmt man nur die Verurteilten der Schweizer Wohnbevölkerung zur Grundlage, so beträgt der Anteil verurteilter Ausländer 27,2 % (bei einem Bevölkerungsanteil von 22 %). Der Großteil der Ausländerkriminalität in der Schweiz geht demnach nicht auf Einwanderer, sondern Gruppen wie Durchreisende, Asylbewerber und Touristen zurück, wobei von diesen allein 32 % nur aufgrund von Verstößen gegen das Ausländergesetz verurteilt wurden.
Schon 1996 wies das Bundesamt für Statistik nach, dass ausländische Einwohner der Schweiz zwar öfter straffällig werden, dies aber vor allem durch Verstöße gegen spezielle Ausländergesetze und die unterschiedliche Altersstruktur und Geschlechterverteilung (mehr Männer) hervorgerufen wird. Berücksichtigt man dies, gebe es hinsichtlich der Kriminalität kaum Unterschiede zwischen Schweizer und Nichtschweizer Wohnbevölkerung.

### Politische Relevanz
„Ausländerkriminalität“ kam bereits 1997 auf das politische Tapet, als erstmals der Anteil der Schweizer an den strafrechtlichen Verurteilungen unter 50 % lag (bei 80 % Anteil an der Wohnbevölkerung; der Anteil stieg 2001 nochmals auf 50,8 % an und fluktuierte seither zwischen 46,9 % und 48,8 %). 1999 beauftragte das Justiz- und Polizeidepartement eine Arbeitsgruppe „Ausländerkriminalität“, die 2001 in ihrem Bericht darlegte, dass die Verurteilungsrate unter Asylbewerbern etwa 12 Mal höher, diejenige von Ausländern mit Aufenthaltsbewilligung dagegen etwa doppelt so hoch sei wie die von Schweizer Bürgern. Gleichzeitig monierte die Arbeitsgruppe, dass keine nach Aufenthaltsstatus differenzierte und umfassende statistische Analyse der strafrechtlichen Registrierung ausländischer Personen erfasst wird.
Die Ausländerkriminalität ist in der Schweiz „ein brisantes Thema in der öffentlichen Diskussion“. Am 10. Juli 2007 lancierte die Schweizerische Volkspartei die eidgenössische Volksinitiative „für die Ausschaffung krimineller Ausländer (Ausschaffungsinitiative)“, die beabsichtigte, die Ausschaffung von Ausländern zu vereinfachen. Sie kam zusammen mit einem direkten Gegenentwurf am 28. November 2010 zur Abstimmung und wurde mit einer Mehrheit von 52,9 Prozent angenommen.
Die erstmalige Publikation einer Statistik zur Ausländerkriminalität im September 2010 wurde von Politikern kommentiert. Aufgrund der deutlichen höheren Kriminalität von Männern aus Nicht-EU-Staaten kündigte FDP-Nationalrat Philipp Müller parlamentarische Initiativen an, mit dem Ziel der Einschränkung der Einwanderung aus Nicht-EU-Staaten.
Der Direktor des Bundesamts für Migration, Alard du Bois-Reymond, bezeichnete die „Deutlichkeit des Bildes“, vor allem das schlechte Abschneiden der Afrikaner, als „frappierend“.